# 顏涇
顏涇（1441年—？），字澄之，直隸蘇州府吳縣人，民籍，明朝政治人物。進士出身。

## 生平
早年出身國子生，成化元年（1465年）舉乙酉科應天府鄉試第一百十四名。成化十一年（1475年）乙未科會試第二百五十五名，殿試登進士第三甲第一百零二名。

## 家族
曾祖父顏希誠。祖父顏廷用，曾任縣丞。父亲顏孟春。